# Discographie de T. Rex
La discographie de T. Rex se compose de treize albums studio publiés entre 1967 et 1977, ainsi que d'un grand nombre de compilations et de singles. D'abord baptisé Tyrannosaurus Rex, le groupe adopte le nom raccourci T. Rex en 1970. Il connaît son apogée commercial dans les années qui suivent ce changement de nom, avec trois albums (dont deux compilations) et quatre singles nos 1 des ventes au Royaume-Uni entre 1971 et 1972.
De nombreux albums posthumes ont été publiés après la mort de Marc Bolan en 1977.

## Albums

### Albums studio
| Année | Titre | Détails                                                       | Classements | Classements | Certifications              |
| Année | Titre | Détails                                                       | Royaume-Uni | États-Unis  | Certifications              |
| ----- | --- | ------------------------------------------------------------- | ----------- | ----------- | --------------------------- |
| 1968  | My People Were Fair and Had Sky in Their Hair... But Now They're Content to Wear Stars on Their Brows (sous le nom de Tyrannosaurus Rex) | - Sortie : 5 juillet 1968 - Label : Regal Zonophone Records   | 15          | —           |                             |
| 1968  | Prophets, Seers & Sages: The Angels of the Ages (sous le nom de Tyrannosaurus Rex)                                                       | - Sortie : 14 octobre 1968 - Label : Regal Zonophone          | —           | —           |                             |
| 1969  | Unicorn (sous le nom de Tyrannosaurus Rex)                                                                                               | - Sortie : 16 mai 1969 - Label : Regal Zonophone, Blue Thumb  | 12          | —           |                             |
| 1970  | A Beard of Stars (sous le nom de Tyrannosaurus Rex)                                                                                      | - Sortie : 13 mars 1970 - Label : Regal Zonophone, Blue Thumb | 21          | —           |                             |
| 1970  | T. Rex | - Sortie : 18 décembre 1970 - Label : Fly, Reprise            | 7           | 188         |                             |
| 1971  | Electric Warrior | - Sortie : 24 septembre 1971 - Label : Fly, Reprise           | 1           | 32          | - Royaume-Uni : disque d'or |
| 1972  | The Slider | - Sortie : 21 juillet 1972 - Label : T. Rex, Reprise          | 4           | 17          |                             |
| 1973  | Tanx | - Sortie : 16 mars 1973 - Label : T. Rex, Reprise             | 4           | 102         |                             |
| 1974  | Zinc Alloy and the Hidden Riders of Tomorrow (sous le nom de Marc Bolan & T. Rex)                                                        | - Sortie : 1er février 1974 - Label : T. Rex, Reprise         | 12          | —           |                             |
| 1974  | Light of Love | - Sortie : août 1974 - Label : Casablanca                     | —           | —           |                             |
| 1975  | Bolan's Zip Gun | - Sortie : 16 février 1975 - Label : T. Rex                   | —           | —           |                             |
| 1976  | Futuristic Dragon | - Sortie : 30 janvier 1976 - Label : T. Rex                   | 50          | —           |                             |
| 1977  | Dandy in the Underworld | - Sortie : 30 janvier 1976 - Label : T. Rex                   | 26          | —           |                             |

### Albums en concert
| Année | Titre             | Détails                        | Classements | Classements | Certifications |
| Année | Titre             | Détails                        | Royaume-Uni | États-Unis  | Certifications |
| ----- | ----------------- | ------------------------------ | ----------- | ----------- | -------------- |
| 1981  | T. Rex in Concert | - Sortie : 1981 - Label : Avon | 35          | —           |                |

### Compilations
Cette liste ne comprend que les compilations classées ou certifiées.
| Année | Titre | Détails                                       | Classements | Classements | Certifications                  |
| Année | Titre | Détails                                       | Royaume-Uni | États-Unis  | Certifications                  |
| ----- | --- | --------------------------------------------- | ----------- | ----------- | ------------------------------- |
| 1971  | The Best of T. Rex                                                                                           | - Sortie : 1971 - Label : Fly                 | 21          | —           |                                 |
| 1972  | Prophets, Seers & Sages… / My People Were Fair and Had Sky in Their Hair… (sous le nom de Tyrannosaurus Rex) | - Sortie : 1972 - Label : Fly, A&M            | 1           | 113         |                                 |
| 1972  | Bolan Boogie                                                                                                 | - Sortie : 1972 - Label : Fly                 | 1           | —           |                                 |
| 1972  | A Beard of Stars / Unicorn                                                                                   | - Sortie : 1972 - Label : Fly                 | 44          | —           |                                 |
| 1973  | Great Hits                                                                                                   | - Sortie : 1973 - Label : EMI                 | 32          | —           |                                 |
| 1979  | Solid Gold                                                                                                   | - Sortie : 1973 - Label : EMI                 | 51          | —           |                                 |
| 1985  | Best of the 20th Century Boy (sous le nom de Marc Bolan & T. Rex)                                            | - Sortie : 1985 - Label : K-tel               | 5           | —           | - Royaume-Uni : disque d'or     |
| 1991  | The Ultimate Collection (sous le nom de Marc Bolan & T. Rex)                                                 | - Sortie : 1991 - Label : Telstar             | 4           | —           | - Royaume-Uni : disque d'or     |
| 2002  | The Essential Collection (sous le nom de Marc Bolan & T. Rex)                                                | - Sortie : 2002 - Label : Universal Music TV  | 18          | —           | - Royaume-Uni : disque d'or     |
| 2002  | Hits! - The Very Best of T. Rex (sous le nom de Marc Bolan & T. Rex)                                         | - Sortie : 2002 - Label : Crimson             | —           | —           | - Royaume-Uni : disque d'or     |
| 2007  | Greatest Hits (sous le nom de Marc Bolan & T. Rex)                                                           | - Sortie : 2007 - Label : Universal Music TV  | 15          | —           | - Royaume-Uni : disque d'argent |
| 2011  | Get It On: The Collection                                                                                    | - Sortie : 24 janvier 2011 - Label : Spectrum | —           | —           | - Royaume-Uni : disque d'argent |
| 2017  | Remixes | - Sortie : 2017 - Label : Edsel               | 76          | —           |                                 |
| 2018  | Gold | - Sortie : 2018 - Label : Crimson             | 8           | —           |                                 |

## Singles
À partir de 1978, cette liste ne reprend que les singles classés.
| Année | Titre                                                             | Détails                                              | Classements | Classements | Tiré de l'album                              |
| Année | Titre                                                             | Détails                                              | Royaume-Uni | États-Unis  | Tiré de l'album                              |
| ----- | ----------------------------------------------------------------- | ---------------------------------------------------- | ----------- | ----------- | -------------------------------------------- |
| 1968  | Debora (sous le nom de Tyrannosaurus Rex)                         | - Sortie : 19 avril 1968 - Label : Regal Zonophone   | 34          | —           | —                                            |
| 1968  | One Inch Rock (sous le nom de Tyrannosaurus Rex)                  | - Sortie : 23 août 1968 - Label : Regal Zonophone    | 28          | —           | —                                            |
| 1969  | Pewter Suitor (sous le nom de Tyrannosaurus Rex)                  | - Sortie : 17 janvier 1969 - Label : Regal Zonophone | —           | —           | —                                            |
| 1969  | King of the Rumbling Spires (sous le nom de Tyrannosaurus Rex)    | - Sortie : 25 juillet 1969 - Label : Regal Zonophone | 44          | —           | —                                            |
| 1970  | By the Light of a Magical Moon (sous le nom de Tyrannosaurus Rex) | - Sortie : 16 janvier 1970 - Label : Regal Zonophone | —           | —           | A Beard of Stars                             |
| 1970  | Ride a White Swan                                                 | - Sortie : 2 octobre 1970 - Label : Fly              | 2           | —           | —                                            |
| 1971  | Hot Love                                                          | - Sortie : 19 février 1971 - Label : Fly             | 1           | 72          | —                                            |
| 1971  | Get It On                                                         | - Sortie : 2 juillet 1971 - Label : Fly              | 1           | 10          | Electric Warrior                             |
| 1971  | Jeepster                                                          | - Sortie : 1er novembre 1971 - Label : Fly           | 2           | —           | Electric Warrior                             |
| 1972  | Telegram Sam                                                      | - Sortie : 21 janvier 1972 - Label : T. Rex          | 1           | 67          | The Slider                                   |
| 1972  | Debora / One Inch Love (sous le nom de Tyrannosaurus Rex)         | - Sortie : 24 mars 1972 - Label : Fly                | 7           | —           | —                                            |
| 1972  | Metal Guru                                                        | - Sortie : 5 mai 1972 - Label : T. Rex               | 1           | —           | The Slider                                   |
| 1972  | Children of the Revolution                                        | - Sortie : 8 septembre 1972 - Label : T. Rex         | 2           | —           | —                                            |
| 1972  | Solid Gold Easy Action                                            | - Sortie : 1er décembre 1972 - Label : T. Rex        | 2           | —           | —                                            |
| 1973  | 20th Century Boy                                                  | - Sortie : 2 mars 1973 - Label : T. Rex              | 3           | —           | —                                            |
| 1973  | The Groover                                                       | - Sortie : 8 juin 1973 - Label : T. Rex              | 4           | —           | —                                            |
| 1973  | Truck On (Tyke)                                                   | - Sortie : 16 novembre 1973 - Label : T. Rex         | 12          | —           | —                                            |
| 1974  | Teenage Dream (sous le nom de Marc Bolan & T. Rex)                | - Sortie : 28 janvier 1974 - Label : T. Rex          | 13          | —           | Zinc Alloy and the Hidden Riders of Tomorrow |
| 1974  | Light of Love                                                     | - Sortie : 5 juillet 1974 - Label : T. Rex           | 22          | —           | Bolan's Zip Gun                              |
| 1974  | Zip Gun Boogie (sous le nom de Marc Bolan)                        | - Sortie : 1er novembre 1974 - Label : T. Rex        | 41          | —           | Bolan's Zip Gun                              |
| 1975  | New York City                                                     | - Sortie : 27 juin 1975 - Label : T. Rex             | 15          | —           | Futuristic Dragon                            |
| 1975  | Dreamy Lady (sous le nom de T. Rex Disco Party)                   | - Sortie : 26 septembre 1975 - Label : T. Rex        | 30          | —           | Futuristic Dragon                            |
| 1976  | London Boys                                                       | - Sortie : 20 février 1976 - Label : T. Rex          | 40          | —           | —                                            |
| 1976  | I Love to Boogie                                                  | - Sortie : 11 juin 1976 - Label : T. Rex             | 13          | —           | Dandy in the Underworld                      |
| 1976  | Laser Love                                                        | - Sortie : 17 septembre 1976 - Label : T. Rex        | 41          | —           | —                                            |
| 1977  | The Soul of My Suit                                               | - Sortie : 11 mars 1977 - Label : T. Rex             | 42          | —           | Dandy in the Underworld                      |
| 1977  | Dandy in the Underworld                                           | - Sortie : 27 mai 1977 - Label : T. Rex              | —           | —           | Dandy in the Underworld                      |
| 1977  | Celebrate Summer                                                  | - Sortie : 5 août 1977 - Label : T. Rex              | —           | —           | —                                            |
| 1978  | Crimson Moon                                                      | - Sortie : 14 avril 1978 - Label : T. Rex            | —           | —           | Dandy in the Underworld                      |
| 1982  | Telegram Sam                                                      | - Sortie : 5 mars 1982 - Label : T. Rex              | 69          | —           | The Slider                                   |
| 1985  | Megarex 1                                                         | - Sortie : mai 1985 - Label : Marc on Wax            | 72          | —           | —                                            |
| 1987  | Children of the Revolution '87 Remix                              | - Sortie : février 1987 - Label : Marc on Wax        | 90          | —           | —                                            |
| 1987  | Get It On '87 Remix                                               | - Sortie : 1987 - Label : Marc on Wax                | 54          | —           | —                                            |
| 1991  | 20th Century Boy (sous le nom de Marc Bolan & T. Rex)             | - Sortie : 1991 - Label : Marc on Wax                | 13          | —           | —                                            |